# Burg Lauenstein (Frankenwald)

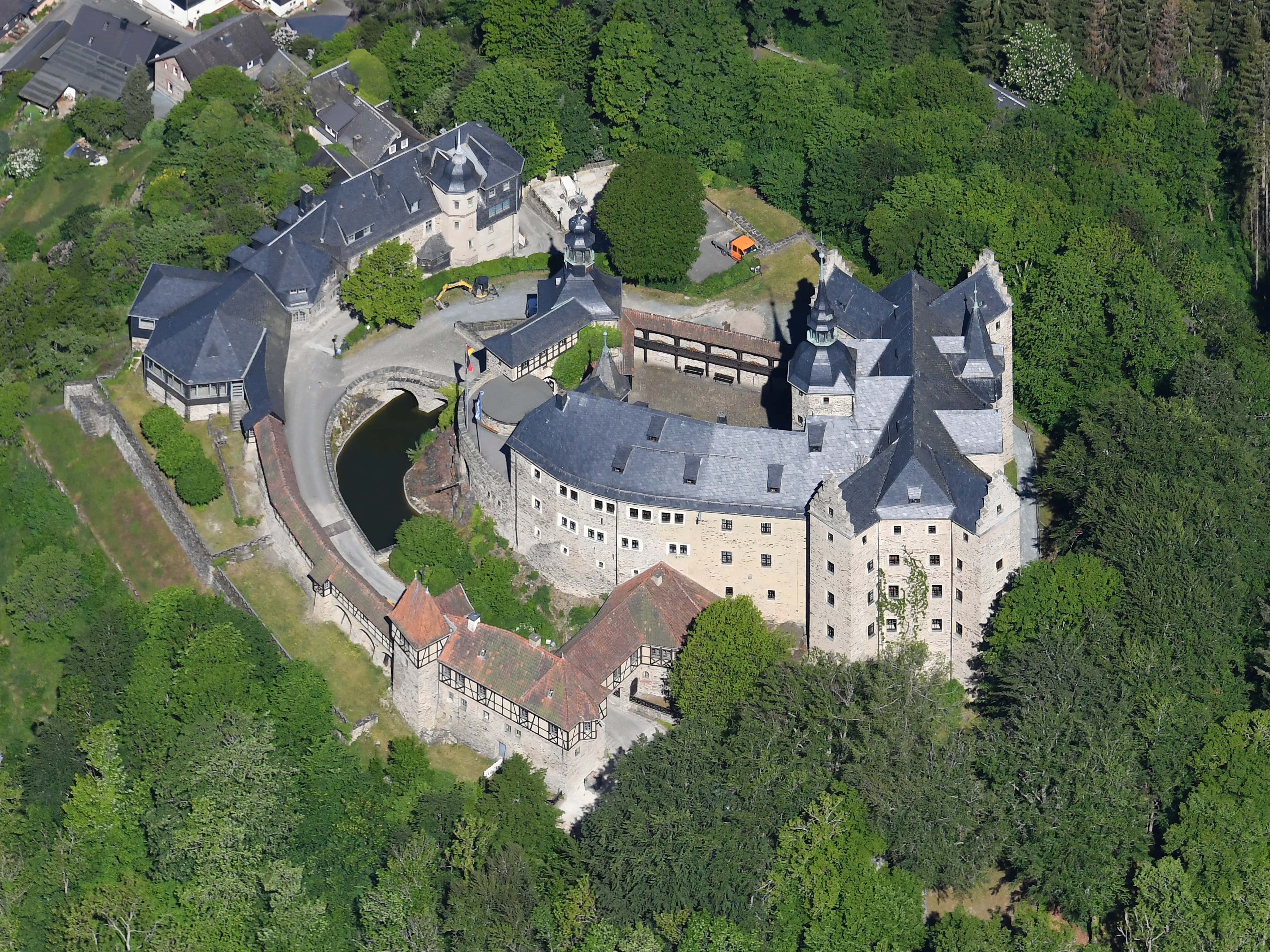
Burg Lauenstein von Südosten aus der Luft gesehen

Die Burg Lauenstein ist eine mittelalterliche Höhenburg auf 550 m ü. NN über der oberfränkischen Ortschaft Lauenstein, einem Gemeindeteil der südöstlich davon gelegenen Stadt Ludwigsstadt. Mit ihrer Lage im Norden des Landkreises Kronach ist die Burg, deren älteste Teile auf das 12. Jahrhundert datiert werden können, die nördlichste Burg Bayerns.

## Geschichte
Die ältesten Teile der Burg gehen auf die Mitte des 12. Jahrhunderts zurück, erstmals urkundlich erwähnt wurde sie am 31. März 1138. Damals gewährte der frisch gewählte König Konrad III. dem Kloster Kitzingen seinen Schutz und bestätigte dessen Besitzungen. Die Urkunde wurde durch Pfalzgraf Wilhelm, den Vater und die Brüder der Äbtissin, Bertha II. von Ebenhausen/von Hohenlohe, und unter anderem durch „Adelbert von Lewenstein“ beglaubigt. Der erwähnte Pfalzgraf Wilhelm war der 1140 gestorbene Wilhelm IV. Bei Adelbert von Lewenstein könnte es sich um seinen Vetter Albrecht den Bär handeln, der 1140 das Orlamünde Erbe antrat.
1222 wurde ein Heinrich von Lauenstein („Henricus Comes Leostenus“) genannt. Als Gründer der zu Lauenstein gesessenen Seitenlinie der Orlamünde wird Hermann III. angesehen.
Eine große strategische Bedeutung hatte die Burg aufgrund ihrer vorgeschobenen Lage im nördlichen Grenzbereich Frankens. Sie war unter anderem im Eigentum der Grafen von Dießen-Andechs und der Grafen von Orlamünde.
1259/60 zog der Bischof von Bamberg, Berthold von Leiningen, im Streit um das Erbe des 1248 gestorbenen letzten Herzogs von Meranien gegen die Grafen von Orlamünde zu Felde, wobei die Burg Lauenstein höchstwahrscheinlich in Mitleidenschaft gezogen wurde. In einem Vergleich zwischen dem Bischof und den Grafen von Orlamünde (Hermann und Otto) wird erwähnt, die Waldgrenzen zwischen Lauenstein und Sonneberg seien nach Angabe der Lauersteiner Burgleute festzusetzen. 1279 wurde Burg Lauenstein in einem Brief Hermanns an Abt Gunther zu Saalfeld erwähnt.
Am 14. März 1427 kam die verschuldete Burg unter Graf Wilhelm in die Lehensherrschaft des Markgrafen Friedrich I. von Brandenburg aus dem Adelsgeschlecht der Hohenzollern. 1427 bis 1429 gab es Streitigkeiten mit Graf Günther von Schwarzburg, der die Burg mit 100 Reisigern durch einen Handstreich einnehmen wollte. Graf Wilhelm hatte jedoch aufgepasst und ließ die Dorfschenke, in der sich der Gegner einquartiert hatte, in Brand schießen, fünf Angreifer töten und die Angreifer in die Flucht schlagen.
1430 verkaufte Graf Wilhelm von Orlamünde die Burg an die Grafen Ernst und Ludwig von Gleichen, Herren zu Blankenhain. Friedrich I. von Hohenzollern, der Lehnsherr, bestätigte den Verkauf am 2. Mai 1430.
Weitere Besitzer der Burg waren:
- 1438: Grafen Günther und Heinrich von Schwarzburg-Leutenberg
- 1457: Ritter von Mosen
- 1480: Philipp von Seldeneck und Jakob von Heimburg
- 1498: Graf Balthasar von Schwarzburg-Leutenberg
- 1501: Graf Hoyer von Mansfeld

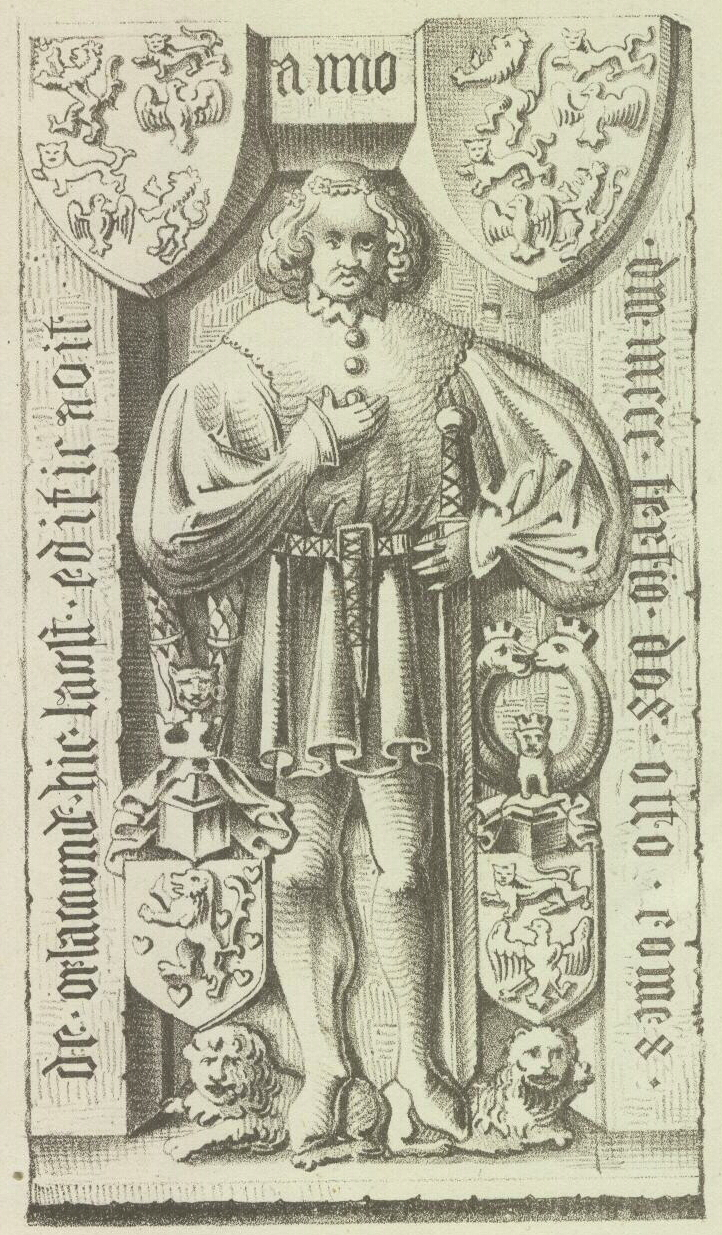
Graf Otto X. von Orlamünde, Epitaph in der Kirche von Ludwigsstadt

1506 wurde Ritter Heinrich von Thüna († 1513) mit Herrschaft und Burg Lauenstein belehnt. Christoph von Thüna besaß die Herrschaft Lauenstein zwischen 1535 und 1585, dazu gehörten die Forste um Ludwigsstadt, Ebersdorf, Lauenstein, Tettau und Langenau. Christoph von Thüna der Ältere ließ von 1551 bis 1554 den heutigen Hauptflügel im Stil der Renaissance mit seinen diagonal gestellten vier Ecktürmen errichten.
Die Familie von Thüna hatte die Burg bis 1622 in ihrem Besitz. 1622 erwarb sie Markgraf Christian von Brandenburg-Bayreuth „um 40.000 Goldgülden“. Auf der Burg errichtete der Markgraf ein Amt Lauenstein. Im Dreißigjährigen Krieg versuchte die kaisertreue Stadt Kronach – sie war unter Mithilfe der Lauensteiner von den Schweden überfallen worden –, 1634/35 die Burg zu erobern. Der markgräfliche Amtshauptmann Lauensteins, Christoph von Wallenstein, hatte jedoch die Habe der Lauernsteiner Bauern in der Burg in Sicherheit gebracht und konnte mit ihrer Hilfe den Angriff durch energische Gegenwehr abschlagen.
Aus der Zeit des markgräflichen Amtssitzes stammen die Steinbrücke vor der Toranlage im Westen und das ehemalige Amtshaus, in dem heute das Hotel ist, im Südwesten des äußeren Burgbereichs, das anstelle eines Brauhauses errichtet wurde.
1791 fiel die Burg im Rahmen des Geheimvertrags des Markgrafen Carl Alexander an Preußen und dann am 30. Juni 1803 im Zuge eines Grenz- und Landestauschvertrags an das Kurfürstentum Bayern. Ab 1815 kam sie in private Hände und verfiel. Der Bergfried, der 1800 noch stand, wurde abgetragen und die Aufbauten der übrigen Türme beseitigt. Der Besitzer verschuldete sich, so dass im Jahre 1860 die Burg von 41 Gläubigern unter Zwangsbewirtschaftung gestellt und an verschiedene Personen vermietet wurde.

### Neuaufbau

Lauenstein in einer historischen Ansicht von 1899 nach dem grundlegenden Neuaufbau

Der Privatmann Ehrhard Messmer aus Halle an der Saale (1861–1942) erwarb 1896 den heruntergekommenen Bau, der zuletzt von 25 armen Familien bewohnt war, darunter Schieferbrucharbeiter, Tagelöhner und Handwerker. Der neue Eigentümer plante, ihn zunächst als privaten Wohnsitz umzubauen und stattete ihn dann aber auch für die Nutzung als Pension und für Tagesgäste neu aus. Diese grundlegende Instandsetzung erfolgte unter dem Eindruck eines späten weniger strengen Historismus im Stile der Wartburg mit ersten Anklängen des Jugendstils, die Baumeister waren bemüht, den mutmaßlichen ursprünglichen Zustand wiederherzustellen. Architekten für diesen grundlegenden Umbau waren die aus Messmers Wirkungsstätte Halle (Saale) stammenden Architekten Gustav Wolff und Theodor Lehmann. Mit Liebe zum Detail wurde auch auf die Ausstattung mit Gemälden und passendem Mobiliar und weitere Ausstattung der Inneneinrichtung geachtet. Messmer trug Sagen über die Burg zusammen und veröffentlichte sie in der umfangreichen Jungbrunnen-Reihe, einer in der damaligen Zeit renommierten Märchenbuchedition des Verlags Fischer und Franke in Berlin
Die Einbandspiegel dieser Märchenbuch-Reihe zierte oft ein brandenburgischer Adler, der sich auch am Tor der Burg Lauenstein befand.
Prominente Gäste waren Willi Wirk, ein Tenorbuffo, der Nürnberger Maler Georg Kellner, der „Dichterpfarrer“ Hugo Greiner, Ernst von Wolzogen (Dichter), Joachim Ringelnatz u. a.

### Lauensteiner Tagungen

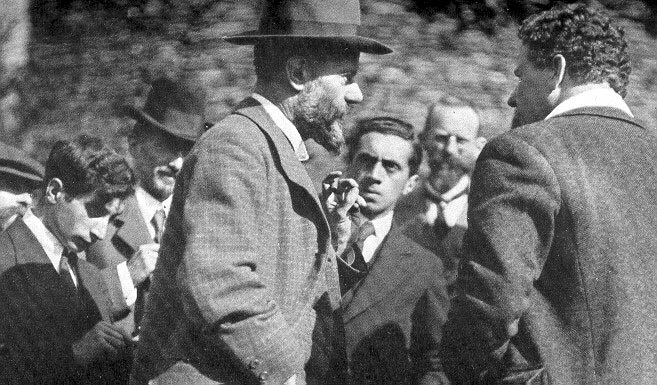
Max Weber (Bildmitte) in einer Gruppendiskussion bei der ersten Lauensteiner Tagung, unter anderen mit Ernst Toller (3. von rechts), Fotografie Mai 1917

Während des Ersten Weltkriegs war die Burg vom 29. bis zum 31. Mai und vom 29. September bis zum 3. Oktober 1917 zweimal Veranstaltungsort der sogenannten Lauensteiner Tagungen, die auf Initiative des Verlegers Eugen Diederichs einberufen wurden und bei denen sich bedeutende Gelehrte, Schriftsteller und weitere Intellektuelle jener Zeit zu einem offenen Austausch über die Zukunft Deutschlands nach dem Krieg zusammenfanden. Zu den Teilnehmern dieser Tagungen, die Menschen aus den unterschiedlichsten politischen Lagern zusammenführte, gehörten die Soziologen Max Weber, Werner Sombart, Ferdinand Tönnies und Alfred Vierkandt, der Historiker Friedrich Meinecke, der expressionistische Dramatiker Ernst Toller, die Dichterin und Frauenrechtlerin Berta Lask, der Ökonom Edgar Jaffé und der spätere erste Bundespräsident der Bundesrepublik, Theodor Heuss.
Für den Historiker Gangolf Hübinger markierten die Lauensteiner Tagungen einen Einschnitt in der deutschen Intellektuellengeschichte. 

„Lauenstein testete bereits die Positionskämpfe des ideologisch hochfragmentierten 20. Jahrhunderts: in der Spannweite vom asketischen Rationalismus zum mystischen Erlebniskult, vom völkisch-extremen Nationalismus zum anarchischen Pazifismus, vom organizistischen und geistesaristokratischen Antiparlamentarismus zum demokratischen Interessen- und Wertepluralismus.“

### Zweiter Weltkrieg und Nachkriegszeit
In der Burg befand sich im Zweiten Weltkrieg ab Februar 1944 eine Dienststelle des militärischen Geheimdienstes (Amt Ausland/Abwehr) im Oberkommando der Wehrmacht. Die Dienststelle war eine Forschungsstelle für Fälschung von Pässen, Herstellung von Geheimtinten, Mikrokameras usw. Von März bis Juni 1944 befand sich Admiral Wilhelm Canaris, von 1935 bis 1944 Chef der Abwehr, in der Burg Lauenstein unter Hausarrest.
Mit Ende des Krieges übernahmen amerikanische Truppen das Kommando auf Burg Lauenstein. Nach deren Abzug im Januar 1946 erhielt Margarete Messmer, die Witwe des inzwischen verstorbenen Erhard Messmer, die Eigentumsrechte zurück. Da weder die deutschen noch die amerikanischen Truppen Miete gezahlt hatten und sich ihre einzigen finanziellen Rücklagen außerhalb ihres Zugriffs auf einem Konto in der Sowjetischen Besatzungszone befanden, wandte sich die weitgehend mittellose Frau an Rudolf Esterer. Dieser hatte der Familie Messmer bereits vor dem Krieg Fördermittel organisiert und sollte Margarete Messmer in seiner neuen Funktion als Präsident der Bayerischen Schlösserverwaltung helfen, die Burg an den Bayerischen Staat zu veräußern oder zu vermieten. Esterer schlug stattdessen jedoch vor, Burg Lauenstein als dauerhafte Spielstätte für das vermeintlich renommierte „Fränkische Landestheater“ mit 80 Mitgliedern unter seinem Leiter Bodo Bronsky auszubauen. Der aus Hannover stammende und zuvor im unterfränkischen Ebern tätige Bronsky entpuppte sich jedoch bereits kurze Zeit nach seiner Ankunft in Lauenstein als Hochstapler, der sich weigerte, die vertraglich festgelegten Mietzahlungen zu leisten. Nach einer behördlichen Untersuchung wurde Bronsky im September 1946 verhaftet. Da er über keine nennenswerten Vermögenswerte verfügte, verblieb für Margarete Messmer ein Schaden von rund 20.000 Mark an entgangenen Mieteinnahmen. Daneben musste sie die Kosten für die von ihr angestrengte Räumungsklage selbst tragen.
1962 erwarb der Freistaat Bayern die Burg und sanierte die Gesamtanlage in den Jahren 1966 bis 1976 mit hohem finanziellen Aufwand. Hierbei mussten unter anderem Teile des Mauerwerks abgetragen und erneuert, die Räume vollständig restauriert sowie Dachstuhl und Decken der einzelnen Stockwerke wiederhergestellt werden.
Die Bayerische Verwaltung der staatlichen Schlösser, Gärten und Seen gestaltete in zahlreichen Räumen der Hauptburg ein umfangreiches Museum mit möblierten Schauräumen und Spezialsammlungen, zum Beispiel für Waffen, Schmiedeeisen, Lampen, Volkskunst und Instrumente.

### Burghotel

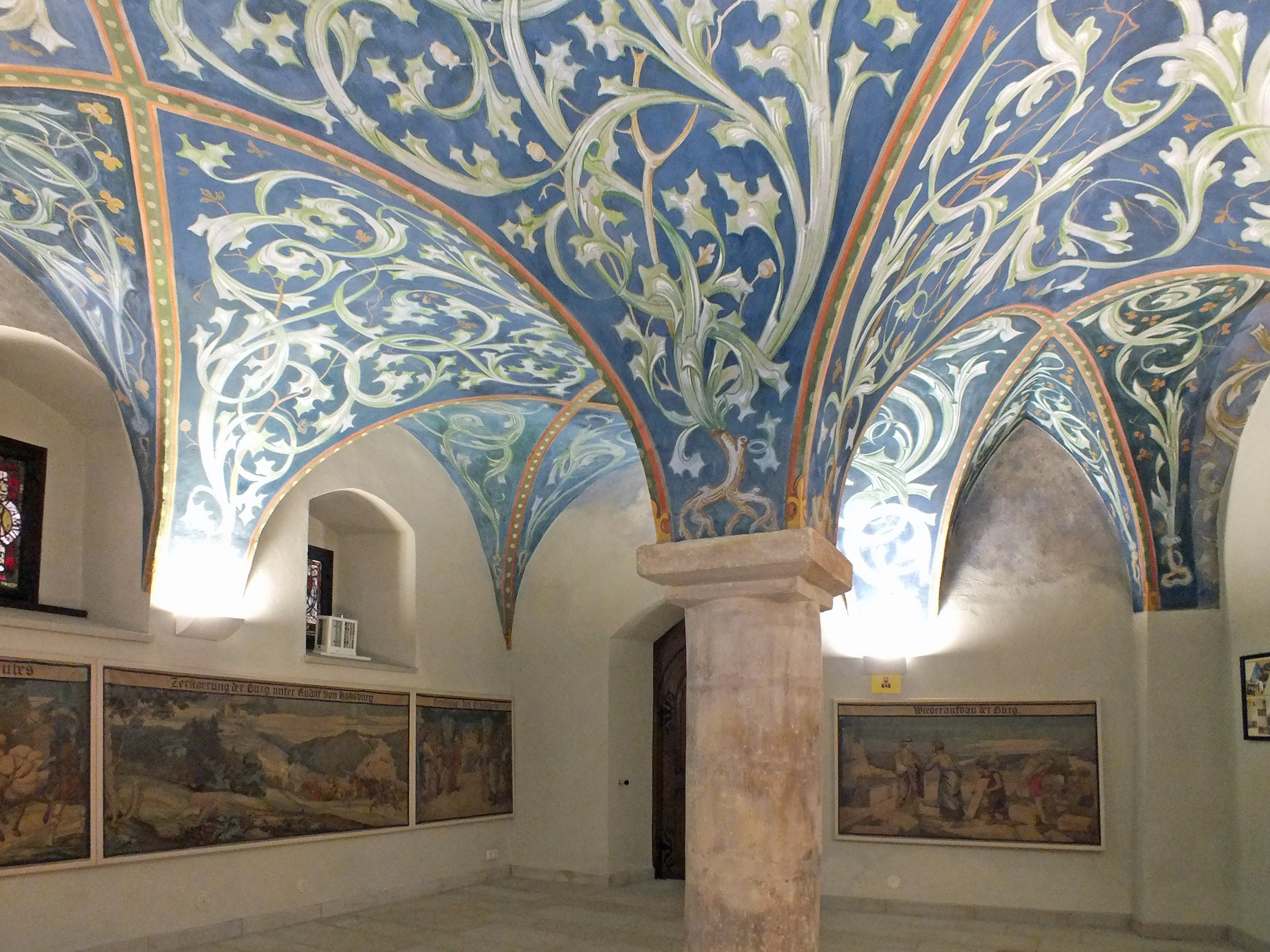
Orlamündesaal

Erstmals wurden ab 1898 Teile der Burg Lauenstein als Hotel genutzt, nachdem Ehrhard Messmer die jahrelang dem Verfall preisgegebene Anlage zwei Jahre zuvor erworben und renoviert hatte. Zu den Gästen, die Ende des 19. und Anfang des 20. Jahrhunderts die Räume der Hauptburg bewohnten, gehörten unter anderen die Schriftsteller Ernst von Wolzogen und Joachim Ringelnatz, Zar Ferdinand I. von Bulgarien und der spätere Bundespräsident Theodor Heuss.
Nachdem die Burganlage in den Besitz des Freistaats Bayern übergegangen war, wurde im ehemaligen Wohnhaus des Amtmannes in der Vorburg eine Burgschänke mit Hotel eingerichtet. Zu den Gästen zählten unter anderen die englische Rockband Deep Purple und der Pianist, Dirigent und Fernsehmoderator Justus Frantz. Im Jahr 2007 wurde die Einrichtung geschlossen und nur noch die Hauptburg museal genutzt.
Im April 2011 wurde bekannt, dass ein Kronacher Unternehmer das Hotel umfangreich sanieren und wieder eröffnen wollte. Die bereits seit dem Jahr 2009 geführten Verhandlungen mit dem Freistaat Bayern gerieten jedoch ins Stocken und drohten zu scheitern, da der Unternehmer einen Kauf der gesamten Anlage anstrebte, während der Freistaat als Eigentümer eine Erbpachtlösung favorisierte. Erst Anfang November 2012 konnten sich die beiden Parteien auf ein Sanierungskonzept einigen, bei dem der Freistaat Bayern weiterhin Eigentümer geblieben wäre und die Burg an den Unternehmer verpachtet hätte. Die Unterzeichnung des entsprechenden Vertrages hätte bis Ende 2013 erfolgen müssen. Mitte des Jahres 2013 geriet das Vorhaben jedoch erneut ins Stocken, da das Bayerische Landesamt für Denkmalpflege grundsätzliche Bedenken wegen mehrerer geplanter Erweiterungsbauten für die unter Denkmalschutz stehende Burganlage äußerte. Da zwischen den beteiligten Parteien keine Einigung erzielt werden konnte, verkündete der Kronacher Unternehmer Ende November 2013 seinen Ausstieg aus dem Projekt. Bereits im September 2012 hatte der Freistaat Bayern seine Absicht erklärt, in diesem Fall die Burganlage selbst zu sanieren.
Im Februar 2014 wurde eine Machbarkeitsstudie in Auftrag gegeben, bei der vier Architekturbüros Möglichkeiten für den Ausbau der Burganlage erarbeiteten. Ab April 2014 suchte der Freistaat zunächst nach einem privaten Investor, der auf Grundlage dieser Studie die Sanierung und Erweiterung des Hotels übernehmen sollte. Da diese Suche erfolglos blieb, wurde von Dezember 2014 bis Anfang Februar 2015 mit einer öffentlichen Ausschreibung ein Pächter für das zukünftige Burghotel gesucht. Die Gespräche mit den Interessenten wurden Anfang August 2016 jedoch ergebnislos beendet. Ende 2017 beschloss der Freistaat Bayern, durch die Bayerische Schlösserverwaltung in den Räumen des ehemaligen Hotels und des Torbaus mehrere Ferienwohnungen einzurichten und den Orlamündesaal in der Hauptburg als Veranstaltungsraum umzubauen.

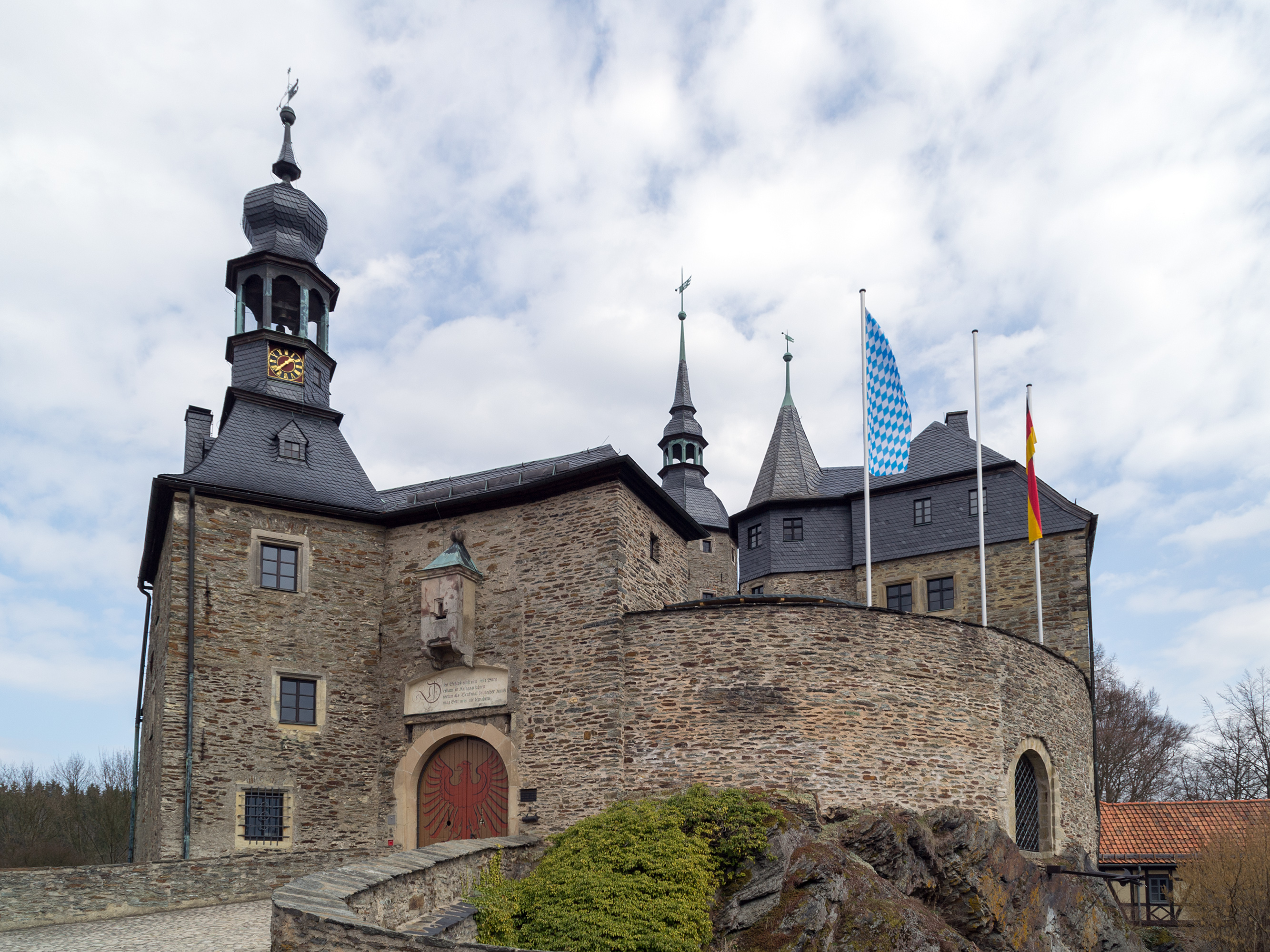
Kernburg
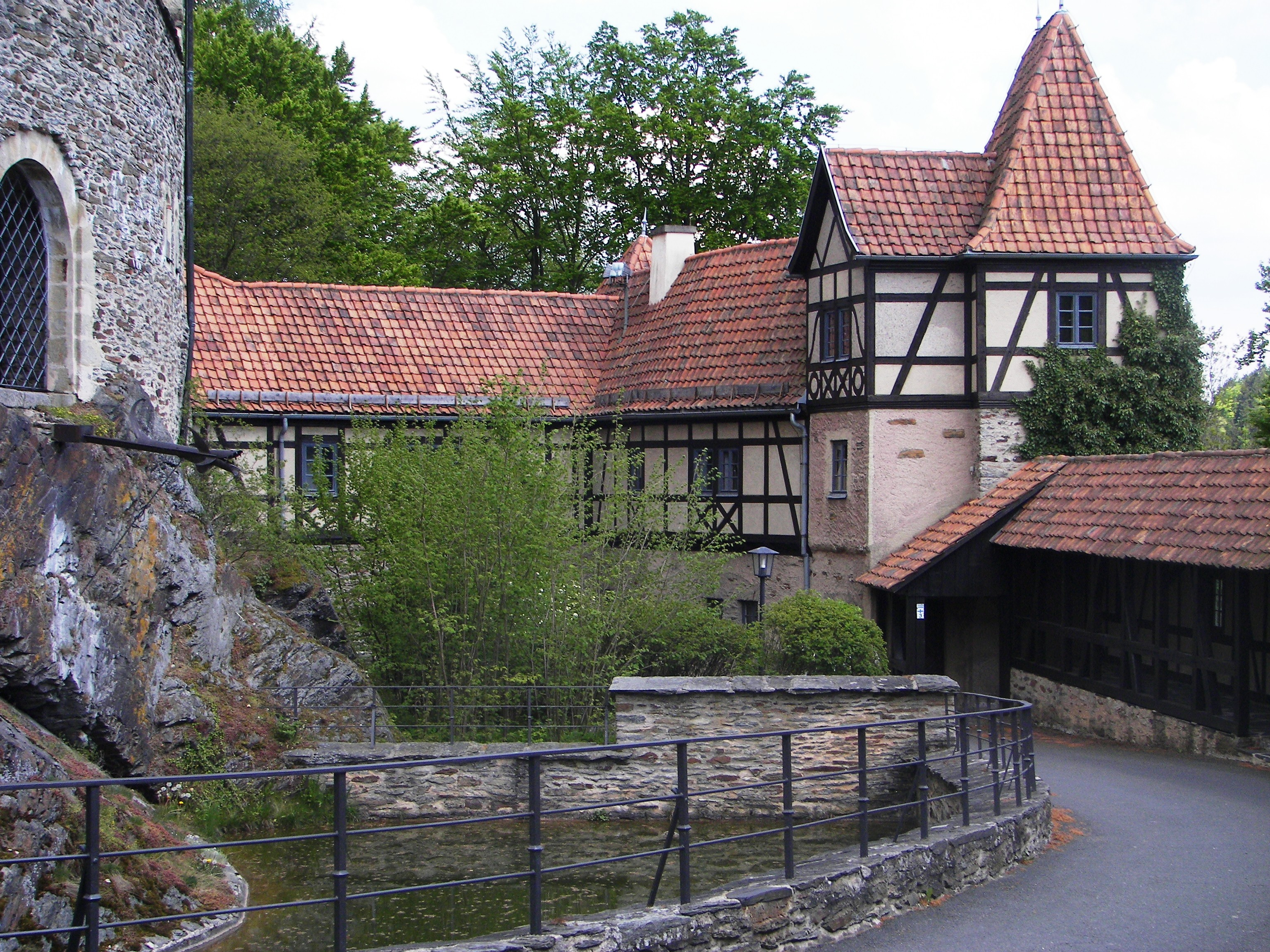
Vorhof
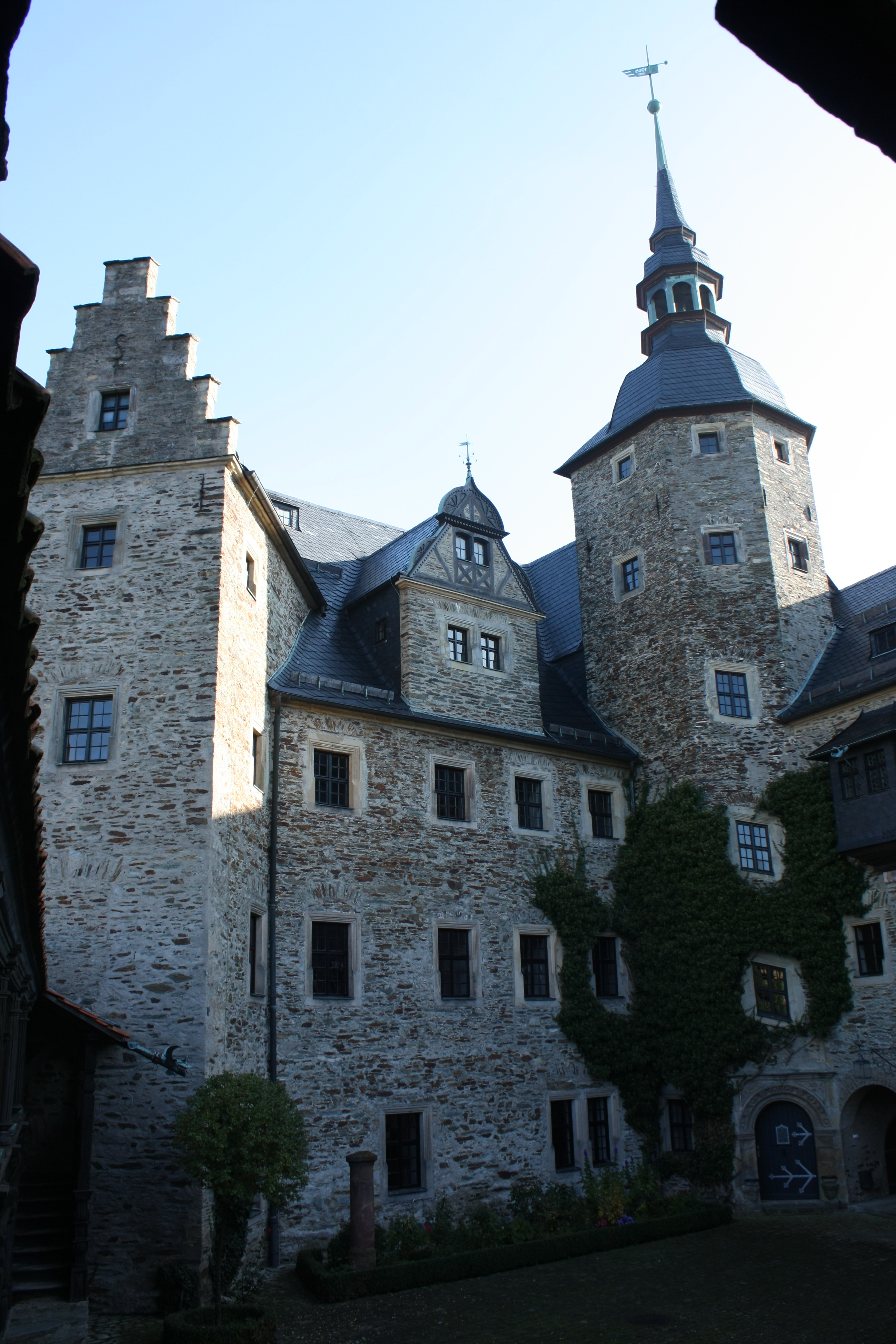
Innenhof
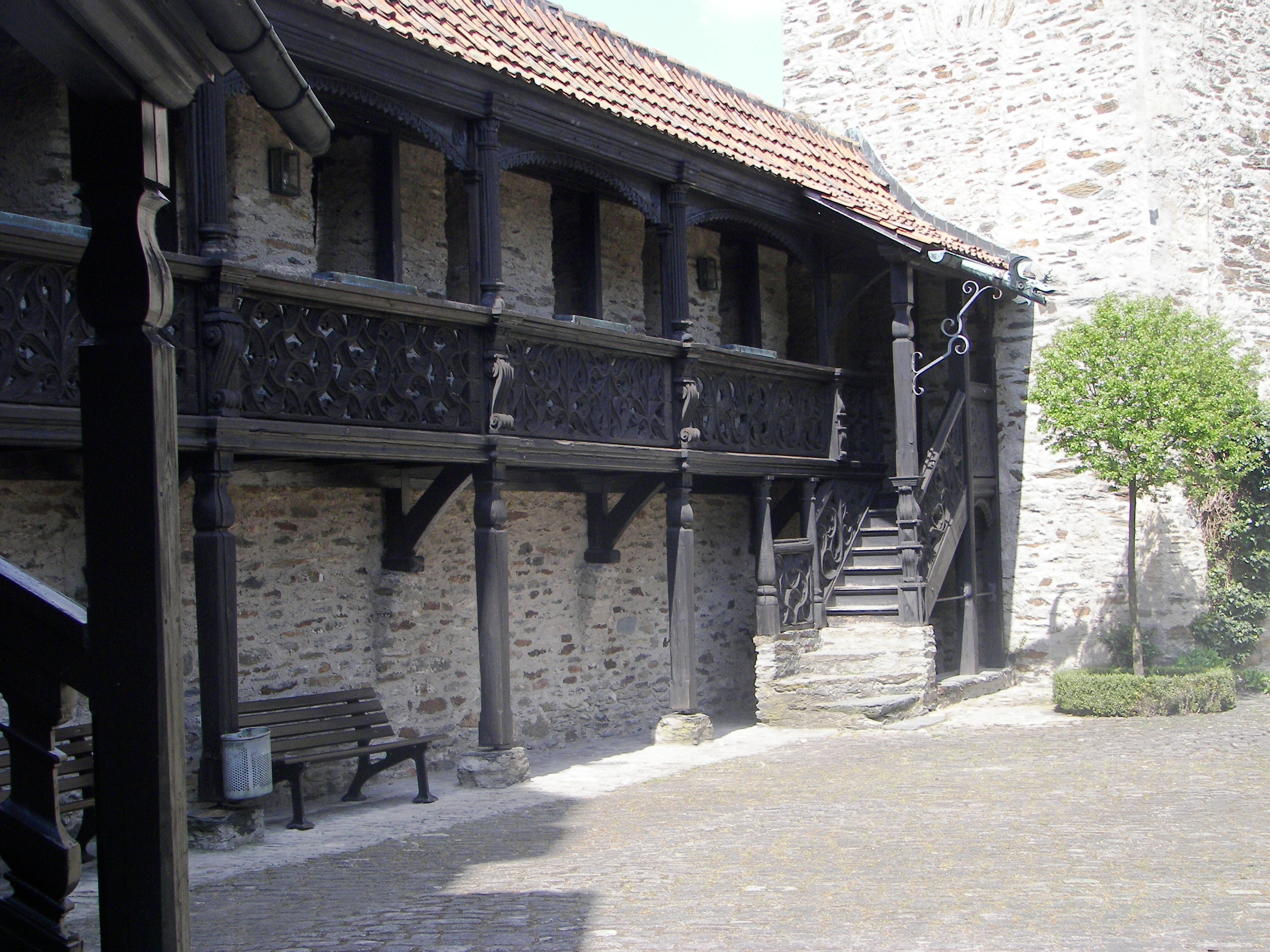
Galerie im Innenhof
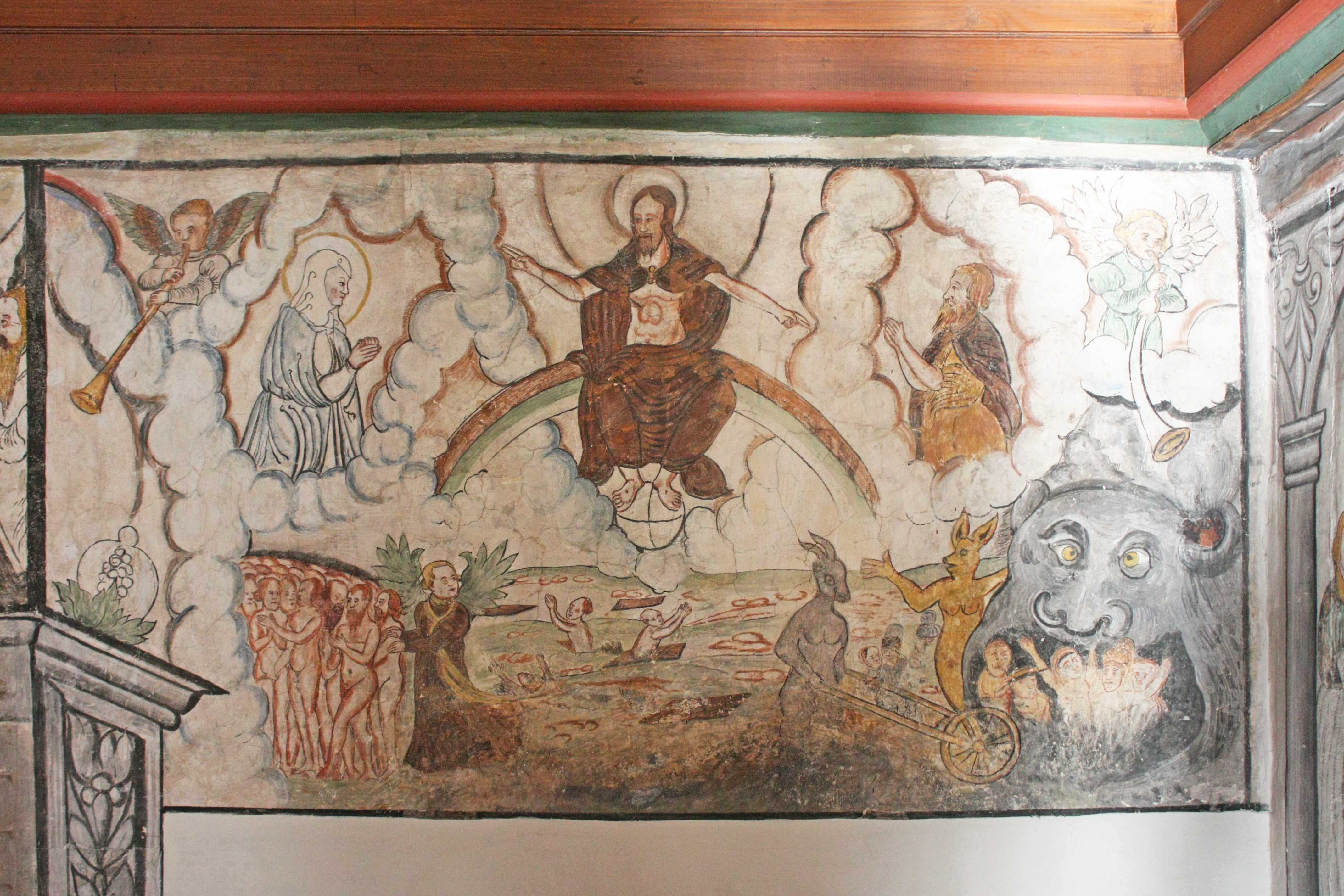
Fresko im Betsaal
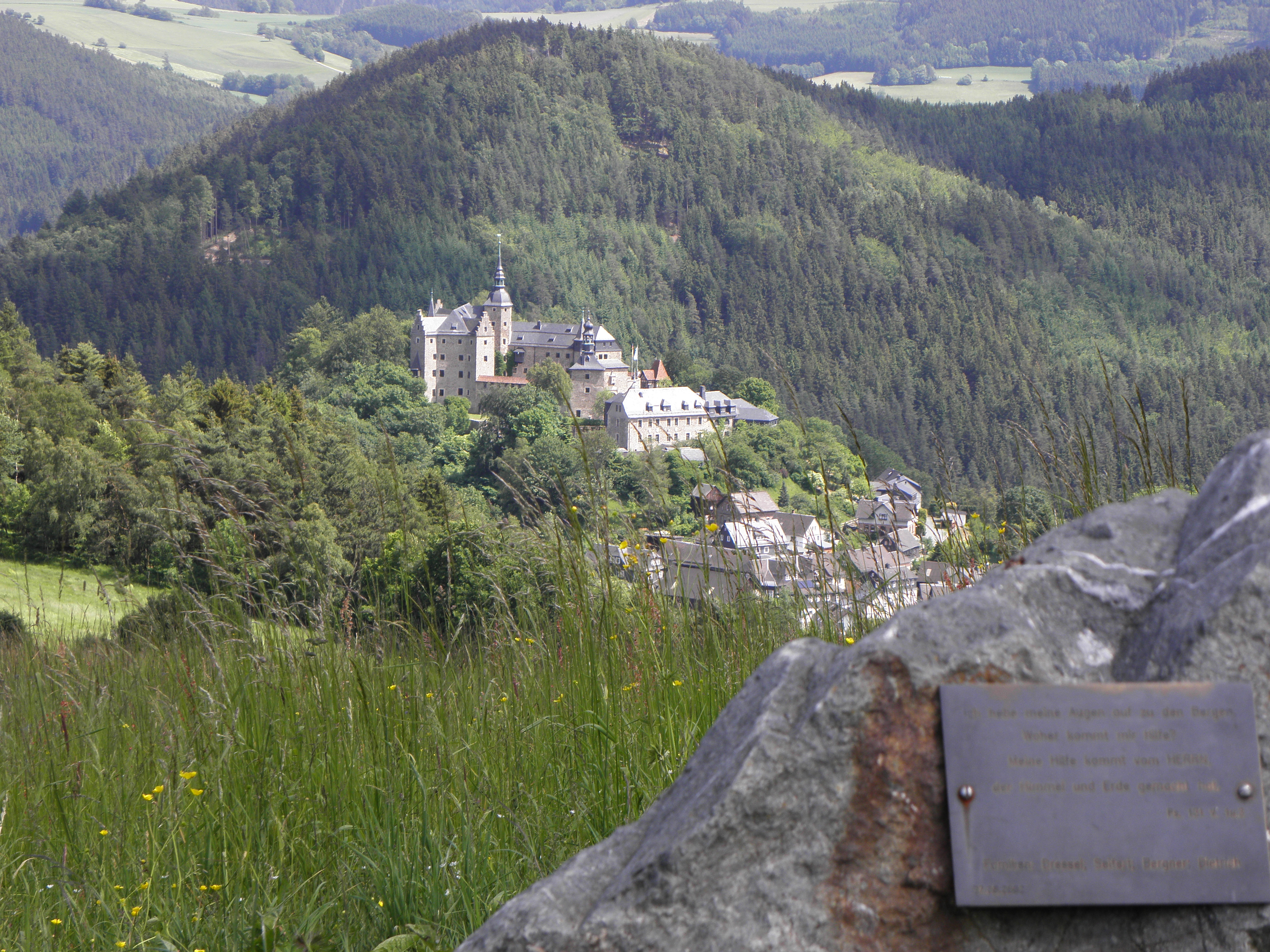
Burg und oberes Dorf, im Vordergrund ein Familien-Gedenkstein

## Legenden

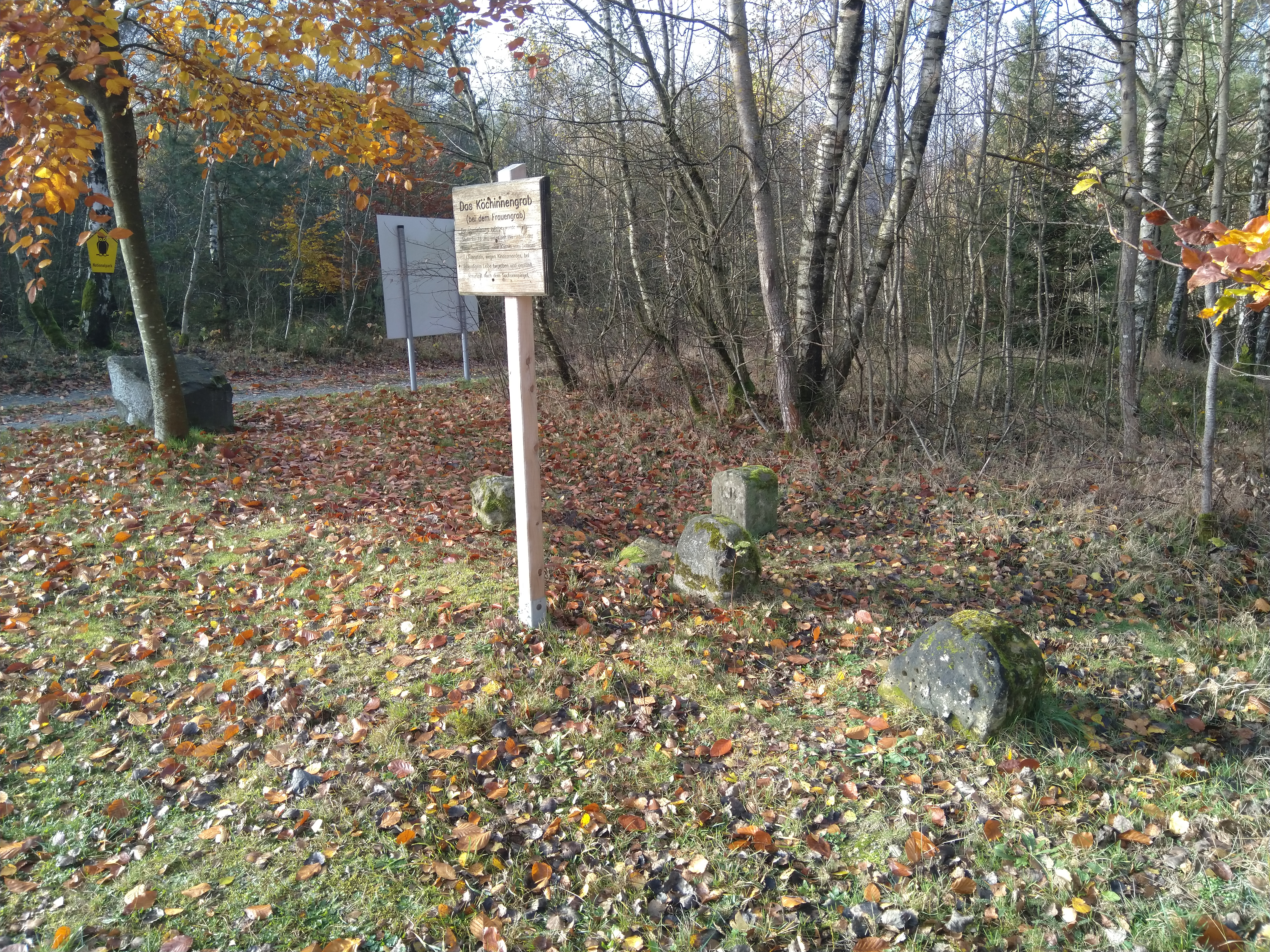
Stelle des legendären Köchinnengrabes mit „Grabsteinen“ und einem Grenzstein (ganz hinten)

### Mantelburg
Im Volksmund wird Burg Lauenstein häufig als „Mantelburg“ bezeichnet. Dieser Name beruht auf der Gründungslegende der Burg, die bereits um das Jahr 915 von König Konrad I. errichtet worden sein soll, um die Grenzen seines Reiches nach Norden hin abzusichern. Ursprünglich sollte das Bauwerk auf dem südöstlich von Lauenstein gelegenen Schwarzen Berg entstehen, was jedoch am Eingreifen dunkler Mächte scheiterte: Jede Nacht wurden die am Tag zuvor errichteten Mauern wieder zerstört. Der Bau gelang erst, als Konrad dem Rat eines weisen Einsiedlers folgte, den Bauplatz an den heutigen Standort der Burg verlegte und ihn zum Schutz vor den dunklen Mächten mit seinem in Streifen geschnittenen Königsmantel umgab.

### Köchinnengrab
In der Nähe der Burg, am beschilderten Märchenpfad Lauenstein, befindet sich das Köchinnengrab. Eine Informationstafel unterrichtet Wandernde, dass an dieser Stelle der Überlieferung zufolge Ende des 16. Jahrhunderts unter der Herrschaft der Ritter von Thüna eine Köchin vom Schloss Lauenstein wegen Kindesmordes bei lebendigem Leib begraben und dann gepfählt wurde. Die Verurteilung sei nach den Gesetzen des Sachsenspiegels erfolgt. Heute erinnern daran nur ein paar kleine Felsbrocken, bei denen es sich um die Grabsteine der Köchin und ihres Kindes handeln soll. Während die Legende selbst wohl auf einer realen Begebenheit basiert, handelt es sich bei den beiden Grabsteinen wahrscheinlich lediglich um Fragmente ehemaliger Grenzsteine.